# MCOT HD
MCOT HD，是总部设在泰国曼谷的一个电视频道，于1955年6月24日开播，当时称为泰国第4电视台，1974年改名为泰国第9电视台，1977年4月9日因改组为国有企业，改名为MCOT Channel 9，2003年改为Modernine TV，2015年9月9日，將Modernine TV（模擬無線電視）和MCOT HD（數位無線電視）的兩個頻道統一改為「Channel 9 MCOT HD」。其母公司泰国传媒機構（MCOT Public Company Limited）也经营泰国第3电视台。
目前MCOT HD的各节新闻由泰國傳媒機構旗下的泰国通讯社提供。

## 历史

### 泰國第4頻道電視台
泰國第4頻道電視台是泰國的第一間電視台，於1952年11月10日正式成立。前身為1949年開始運作的處長公共關係部。当时使用的是黑白的媚卡拉台标。

### 泰國第9頻道電視台
泰國第9頻道電視台以第4頻道電視台之名從1970年6月以黑白形式開始廣播，直到1974年7月，泰國電視有限公司以變更電視台財產為理由停止黑白525掃描線形式廣播。
於同年由黑白色VHF 4號頻道形式廣播轉為以彩色625掃描線形式廣播，此時第4頻道電視台重新命名為泰國第9頻道電視台MCOT並開始正式廣播。

## 电视节目
- 9 SPEED
- Nine Entertain
- 第九道挽叻县（英语：Bang Rak Soi 9）